# Phanerotomella magnifica
Phanerotomella magnifica är en stekelart som beskrevs av Herbert Zettel 1989. Phanerotomella magnifica ingår i släktet Phanerotomella och familjen bracksteklar. Inga underarter finns listade i Catalogue of Life.